# Dresslerella pilosissima
Dresslerella pilosissima är en orkidéart som först beskrevs av Rudolf Schlechter, och fick sitt nu gällande namn av Carlyle August Luer. Dresslerella pilosissima ingår i släktet Dresslerella och familjen orkidéer. Inga underarter finns listade i Catalogue of Life.